# Latrobea genistoides
Latrobea genistoides là một loài thực vật có hoa trong họ Đậu. Loài này được (Meissner) Meissner miêu tả khoa học đầu tiên.